# مارثا كوبر
مارثا كوبر (بالإنجليزية: Martha Cooper)‏ هي صحفية ومصورة وكاتِبة أمريكية، ولدت في 1943 في بالتيمور في الولايات المتحدة.

## وصلات خارجية
- الموقع الرسمي
- مارثا كوبر على موقع IMDb (الإنجليزية)
- مارثا كوبر على موقع ديسكوغز (الإنجليزية)